# Жданухіно
Ждану́хіно (рос. Жданухино) — присілок у складі Орічівського району Кіровської області, Росія. Входить до складу Адишевського сільського поселення.
Населення становить 7 осіб (2010, 4 у 2002).
Національний склад станом на 2002 рік — росіяни 100 %.